# 法蘭西第二帝國
法兰西第二帝国（法语：Second Empire）是波拿巴家族的拿破仑三世在法国建立的最後一個君主制政权（1852年－1870年），在法兰西第三共和国之前，法兰西第二共和国之后。

## 帝国的建立

### 拿破仑三世的政治思想

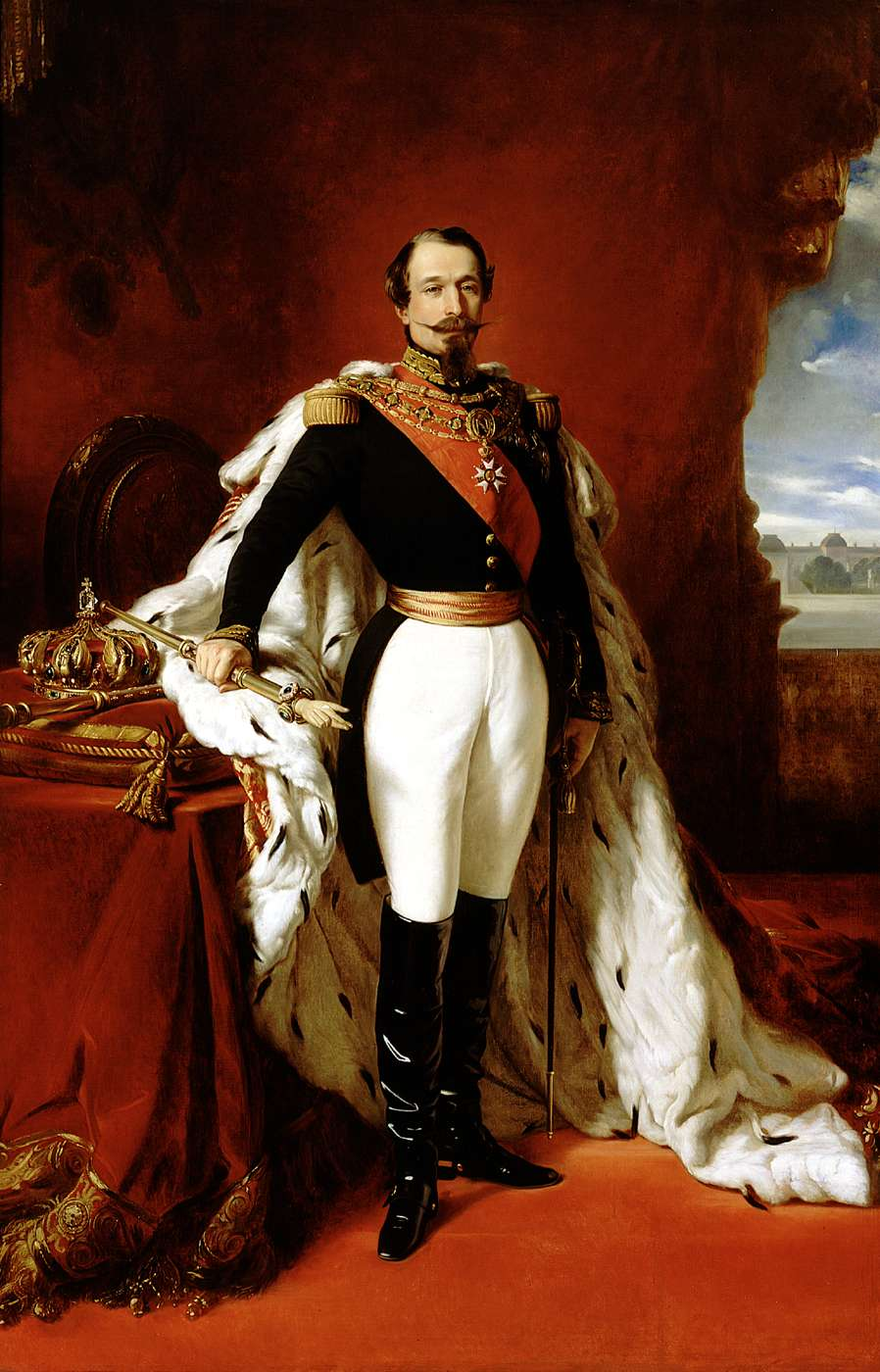
拿破仑三世

虽然帝国政府的架构与第一帝国的几乎一样，但是两者建立的原则却是完全不同。拿破仑三世经常表示，第二帝国的功能就是引导国民认识司法，在外交上则追求永久和平。早前，路易-拿破仑在牢狱中和流亡中多次谴责寡头政治的政府忽视社会问题。他在担任第二共和国的总统时，以普选维持其权力，并保持一贯作风，决心用他构想的“拿破仑思想”来建立新政府解决上述问题：以属于皇帝、被选定的人民为民主的代表；以他自己代表拿破仑一世——他那从法国大革命中以武力崛起，恍若从朱庇特头颅出生的密涅瓦，保护法国社会在革命期间所得的伯父。

法兰西第二帝国的拿破仑皇帝旗

### 政变与拿破仑称帝
1851年12月2日，总统路易-拿破仑·波拿巴在没有宪法授权下解散了国民议会。自此他成为法国唯一的统治者，恢復议会先前取消的普选，议会担心没有受过教育、保守的农民会反对共和并让七月王朝复辟。
1852年1月14日，路易-拿破仑制定了反议会的宪法，与1848年时的行动非常类似。宪法其中一项新政策就是让立法院由普选产生，但立法院不能自主，只能处理行政院提出的法案。此政策推出后，类似雾月政变的事件发生。法国人民普遍支持拿破仑的决定，并让他把总统任期延长十年。作为国家元首，他接管了所有行政及立法力量，单独对人民负责。拿破仑可以随意任免负责准备法案的国务院的成员以及帝国永久机构元老院的成员。
1852年12月2日，深信“拿破仑神话”的法国人民在恐怕国家陷入无政府状态之下，在公投中几乎一致支持路易·拿破仑登上权力之巅。他于是自任“拿破仑三世，法国人的皇帝”，建立了第二帝国。夏尔·戴高乐后来认为这次公投是波拿巴主义的象征。拿破仑三世的上台，象徵波拿巴王朝的復辟。

## 初期统治

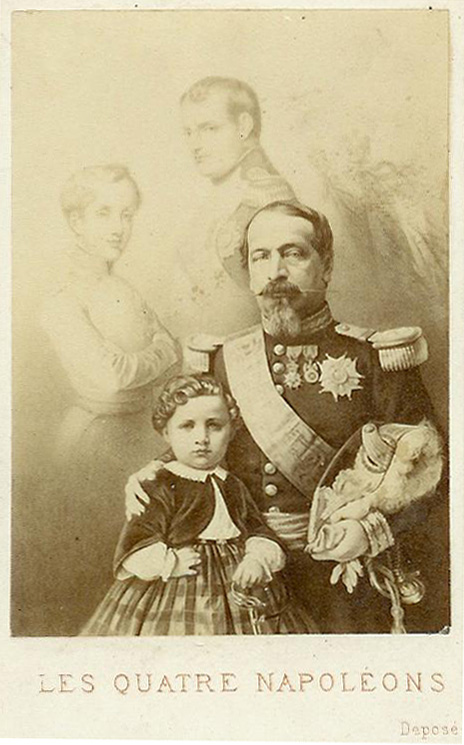
"四個拿破崙"，一幅约1858描繪的宣傳圖像展示了拿破崙一世（背影）、拿破崙二世（背影）、拿破崙三世和拿破崙四世。

拿破仑三世的行为，很快就显示出社会正义不代表自由，和他在1848年二月革命期间做出的承诺只是空话。他压制了所有提倡公益精神（public spirit）的国民力量，包括议会、普选、传媒、教育与其他方面的团体。立法院被禁止选举总统、管理立法程序、提出及制定法案、为财政预算投票或公开它的审议过程。同样地，政府加强对普选的监控，并限制选举资格——改动选区，令郊区人口普遍能选出保皇势力，压制壮大的自由派。
政府也限制言论自由，要求传媒交出“安全金”（cautionnements），作为它们保持“良好”表现的保证；政府也会发出警告（avertissements），禁止内容敏感的刊物出版，以查封或结束出版团体作为惩罚。书籍也受到内容审查。 
为了对抗个人的反政府行动，政府也实施了对可疑人士的检查制度。1858年，意大利人费利切·奥尔西尼（Felice Orsini）企图刺杀拿破仑三世。虽然奥尔西尼的行刺理由是为了意大利统一，但已经给拿破仑的政权以此为由采取更严厉的国家安全法例（sûreté générale），容许它在未经审讯下拘留、流放或驱逐任何可疑人士。 教育部门也采取类似的严厉政策，严禁高中（lycée）教授哲学，并增加了有关部门的纪律处分权力。
自路易·拿破仑称帝七年以来，法国没有政党政治。政府一直以公投统治国家。1857年之前，法国没有反对派。1857至1860年间，反对派主要人物只有“五人组”——埃米尔·奥利维耶、朱尔·法夫尔、埃内斯特·皮卡尔、雅克-路易·埃农和阿尔弗雷德·达里蒙。1853年，法国正统主义者与奥尔良派企图在奥地利恢复波旁-奥尔良的七月王朝，但是失败。保皇党此后便即落沒。

### 早期外交政策
1854年，法国参与克里米亚战争，与英国及奥斯曼帝国联军在1856年击败俄罗斯。三世独子欧仁·波拿巴在同年出生，令拿破仑三世有后。于是，拿破仑三世认为可以大展拳脚，实施他的政治理想。
1859年，拿破仑三世的法国与萨丁尼亚王国结盟，參與了第二次義大利獨立戰爭，与奥地利一戰。后来这位法国皇帝害怕德意志邦国干预战争和意大利壮大，故此在不久后跟奥地利议和。根据法国与萨丁尼亚的协议，法国在1860年获得萨伏伊和尼斯。法国突然停战令意大利人甚为不满。
得到法国支持的萨丁尼亚建立了意大利王国，在1861年初时只剩下威尼西亚（Venetia）和罗马邦（今拉齐奥与罗马市）还未统一。萨丁尼亚的成功让一直支持拿破仑的法国天主教徒甚为不满。他们认为法国不应攻打以天主教为主的奥地利，甚至帮助萨丁尼亚以武力收复教宗统治的罗马邦。因此，天主教徒开始反对政府。其中，极端支持教宗权威的路易·维伊奥在Univers撰文批评政府。1860年，天主教的马龙派教徒（Maronite）与回教德鲁士教派（Druze）在叙利亚发生冲突，法国成功平息事件，但未能挽回天主教徒的支持。
法国外交政策充满矛盾。拿破仑当初支持意大利统一运动，其后却害怕意大利统一后变成法国的强邻，马上结束了对意大利人的支持，反而令其他地方的人民更期望建立民族国家。1861年2月18日，萨丁尼亚王国在迅速兼并托斯卡纳及两西西里王国后成立意大利王国。意大利的重建证明了拿破仑采用折中主义的后果。拿破仑在内政也采取折中政策。但相反地，他赋予的最少让步也足以让民众日渐有更多难以拒绝、甚至正当的政治要求。
拿破仑为了在外交连番失利后恢复帝国的声誉，尝试在失去右派的支持后拉拢左派。意大利一战后，他在1859年8月16日宣布大赦，标志着君主专制帝国转变为存在了十年的自由主义、实行君主立憲制的国家。

## 自由帝国

### 民众的不满
法国在1860年1月与英国签署商务条约，确认了英方理查德·科布登与法方米歇尔·舍瓦利耶的自由贸易协议，令法国工业遭遇突如其来的外国贸易竞争。保护主义者与天主教徒都发现，绝对道德主义（moral absolutism）有时能够满足他们的利益与目标，但拿破仑的“道德政策”明显地令他们受损。

### 反对势力的壮大
拿破仑开始放松对言论的钳制。1860年11月24日，他容许議會可以自由讨论他的发言；报章可以出版国民议会的辩论。同时，拿破仑凭借报章抗衡日益增长、反对皇帝对意大利政策的天主教反对势力。
政府多数派开始显示逐渐独立于皇帝之迹象。1861年，皇帝失去了在立法团休会期间向外借款的权力；财政预算案可以分段通过，而不需要以整笔金额通过。这成为了反对派对抗皇帝的新工具。往后的事件也正中反对派的下怀。
而法国在外交關係上再次令意大利与波兰的人民失望。1863年，波兰起义发生，后来被沙俄政府镇压。这些挫折促使天主教徒、自由与共和主义者等反对派组成自由派联盟（Union libérale）。在1863年的选举中，反对派赢得四十席。其领袖阿道夫·梯也尔马上要求“必需的自由”。
拿破仑难以误解以上法国民意的表现，而且他在外交的挫败也表示他不能遏止如此的意见。他撤换政府部长，又任命反教会的教育部长，表示他尝试与左派改善关系。欧仁·鲁埃担任总理，被称为“副皇帝”。
梯也尔之派别是宪法所容许。以維克多·雨果为首的特赦或自愿流亡的共和分子也是不愿妥协的反对势力。所以，先前的统治阶层正在显示出他们想再从政的决心。这种资产阶级的政治运动可能会散播到大众，威胁拿破仑的统治。不过，他认为只要像以前般获得工人阶级的支持，就可以巩固自己的权力。

### 外交上的连番失利
1864年，法国皇帝得到保皇党的支持后，拒绝了所有自由派的要求。这个时候，美国内战接近尾声，法国工业危机即将停止。9月15日，法国政府与教宗國达成协议。前者承诺以卫军防止意大利攻打罗马邦。10月30日，普奥两国则在战争中击败丹麦，共同管理石勒苏益格-荷尔斯泰因。暂时平息了该地的问题。
拿破仑维持极具野心、却屡见败绩的外交政策。1857年，法国坚持与英国结盟，借亚罗号事件发动了第二次鸦片战争，迫使清政府开放更多中国港口予西方商人。1861至63年，法国积极在交趾支那和安南建立殖民地。
1863年，波兰起义发生。拿破仑公开支持波兰人的意愿，但完全没有军事支持，反而仅仅招来俄国的愤恨。
1863年，拿破仑曾经考虑过干预美国南北战争，但最后放弃计划，把焦点转向美国南邻墨西哥。该年，法国军队侵入墨西哥，占领墨西哥城，并拥立奥地利哈布斯堡成员马克西米连大公为帝，建立墨西哥第二帝国。但是，南北战争在1865年就结束。由于美国明确表示会干预墨西哥问题，甚至向墨西哥的共和派提供军备，故此拿破仑放弃了马西米连诺。1867年，孤军作战的马西米连诺被捕，最后被枪毙。奥地利皇室自然深感怨恨。
1863年，波兰、石勒苏益格与荷尔斯泰因和意大利的人民都要求有更多权利。面对着波兰带来的窘态，拿破仑惟有再次提出总是因为时机不佳而毫无效果的权宜之计——建立议会。这次他还是失败——英国不接受国会的理念，而保守的奥地利、俄罗斯与普鲁士坚持专制统治，绝对不会给威尼西亚与波兰自由的机会。
然而，法国的形势因普鲁士在德国称雄而变差。1866年，普鲁士在普奥战争取胜，统一了德国北方诸邦。法国在德之影响力消失。1865年，拿破仑三世与普鲁士宰相俾斯麦在比亚里茨达成协定。对方模糊地保证如若法国在战争中保持中立而普鲁士取胜，普方将让法国得到德国西部领土。结果，普鲁士是取胜了，但法国一无所得，反而多了一个强邻。
拿破仑未能取得莱茵河地区的领土，在战争后企图愿望成真。他向普鲁士要求得到原本俾斯麦承诺给出的领土，或是卢森堡，甚至加上比利时。俾斯麦把他的提议公开，结果令拿破仑出丑。1867年，卢森堡在包括法国之内的数个欧陆国家保证下，获得中立的地位。拿破仑一无所得，反而令法国更形孤立。

## 帝国崩溃
普奥战争过后，反对派的代表朱尔·法夫尔与梯也尔谴责拿破仑犯下战略错误。埃米尔·奥利维耶解散了政府的多数派，明确表示除非皇帝赋予完全自由，否则将不会与政府合作。他也组成了第三党，并要求在1860年的“大法案”基础上取得更多让步。根据1864年的协定，法国即将把驻罗马之军队撤回，引来教宗绝对权力主义者的不满，担心教宗地位不稳。后来，拿破仑也认为有必要处理“大法案”的问题，故此其后他重新赋予立法团的质询权利，并减少对传媒与集会的限制。欧仁·鲁埃想成立“皇朝联盟”作为支持帝国的政党，但未能阻止自由派反对政府。后来发生的国际大事令拿破仑不能抽身处理这些问题。
法国皇帝面对的困境难以解决。他本来希望借助赋予新闻自由与集会自由，避免在言论自由让步，并保持他收回这些自由的机会，但是最后反被自己的政策所误。在维克多·雨果的查第曼、罗什福尔的勞特尼文章，以及莱昂·甘必大對於帝国对路易·夏尔·德莱克吕兹之审判的控訴中，都可以看出出自由派与政府之对立。

### 工人阶级的动员
而在羅馬，教宗绝对权力主义者愈来愈不满，而先前受保护的工人階級则因为自由贸易政策而不满，不再保持政治中立。而某些工人甚至無視皮埃尔-约瑟夫·普鲁东激昂批评了共产主义的理论，开始信任第一国际上卡尔·马克思的集体主义理论与米哈依尔·巴枯宁的革命理论。工人会议因为被禁止而变得著名，因為工人在社会中的解放与政治自由被认定是分不开的，因此第一国际代表与共和资产阶级联盟的對立形成。而帝国政府对此感到惊讶，并开始尝试同时压制中产阶级与工人阶级，迫使他们一起开始革命行动。
在此期间，1869年5月选举举行，令政府再次受挫。虽然政府打着“反对红色恐怖”的旗号，但折中派的奥利维耶仍未被它接受。40名自由分子與116名第三党成员被选出。因此政府必须让步，于是在9月8日把一人政府改为议会君主制。1870年1月2日，奥利维耶成为首个责任内阁的首长。

### 1870年公投
与国民不同的是，共和派还未因得到更多自由而满足。他们拒绝妥协，坚持要推翻帝国。皇室成员皮埃尔·波拿巴在1870年1月10日谋杀新闻工作者维克托·诺亚，令革命党人有反政府的借口。5月8日，拿破仑在公投中取胜。这本应令帝国更稳固，但它其实注定了帝国的灭亡。
人們認為，外交上的成功會使國家忘記自由，轉而支持榮耀。在1870年1月2日的議會革命之後，杭特達魯的通過克拉倫登再興伯爵在Königgratz之戰之後的解除武裝計劃，但這是徒勞的。他遭到了普魯士和皇家隨行人員的拒絕。歐仁尼女皇被稱讚「如果沒有戰爭，我的兒子永遠不會成為皇帝」。

### 普法战争
1860年代，普鲁士的崛起令法国深感不安，最后两国因1870年的埃姆斯电报七月危机酿成战争。7月19日，埃米尔·奥利维耶的政府向普鲁士宣战，而名义上的开战理由则是有关西班牙王位继承问题。普法战争爆发，法军多番受挫，在色当战役大败于普军。拿破仑三世与他剩余的军士在9月1日向普鲁士投降。皇帝投降的消息在三天后传到巴黎，国民议会被人入侵。9月4日下午，巴黎的代表成立新政府。共和派代表莱昂·甘必大在巴黎大会堂（Hotel de Ville）宣布帝国灭亡，成立法兰西第三共和国。摄政的皇后歐也妮逃离杜伊勒里宫，到达英国，正式结束了第二帝国，隨後被法蘭西第三共和国国防政府取代。
路易·拿破仑在1871年3月流亡至英国，在1873年去世。他的儿子、拿破仑王朝最后继承人拿破崙·歐仁·路易·波拿巴在1879年去世。

## 参看
- 克勞德·昂列·聖西門
- 波拿巴王朝
- 拿破仑三世
- 普法戰爭